# 吉田清成家
吉田清成家（よしだきよなりけ）は、武家・士族・華族だった日本の家。近世には薩摩藩士だったが、維新後政府高官となった吉田清成の勲功により華族の子爵家に列せられた。

## 歴史
近世には薩摩藩士の家系だった。幕末から明治前期の当主吉田清成は、英国に留学して帰国した後の明治4年に大蔵少丞に任官して以降、大蔵少輔、駐米公使、外務大輔、農商務大輔、農商務次官などを歴任し、条約改正に尽力。
明治20年5月9日に維新の功により華族の子爵に叙せられた。その後も元老院議官や枢密顧問官を務めた。清成夫人貞子は志村智常次女。
清成が明治24年8月3日に死去した後には長男清風が爵位と家督を相続。清風は貴族院の子爵議員に4回当選して務めた。清風夫人八重子は山崎直胤三女。
清風が昭和12年11月27日に死去すると清重が爵位と家督を相続。清重は吉田興業社長を務めた。清重の先妻文子は吉野作造六女、後妻博子は上田広吉長女。
清重の代の昭和前期に吉田子爵家の住居は東京市淀橋区角筈にあった。